# 꿀뷰
꿀뷰는 키플러가 개발한 이미지 뷰어 프로그램이다.
꿀뷰는 이미지 파일이 담긴 압축 파일을 풀지 않고 바로 이미지 파일의 내용을 볼 수 있게 해주는 이미지 뷰어이다. 또한 이미지 파일이 담긴 압축 파일을 다시 압축하는, 이른바 다중 압축의 경우도 압축을 풀지 않고 바로 볼 수 있다.

## 주요 특징
- 라이선스: 프리웨어(회사에서도 무료), EULA
- GPS 정보를 포함한 JPEG 파일의 EXIF 정보를 보여주는 기능
- 이미지 회전/크기조절을 포함한 이미지 포맷 변환 기능 제공
- 움짤 이미지(GIF, WebP) 애니메이션 재생 기능
- 압축 해제 없이 압축된 이미지 파일 보여주기

## 지원 포맷
- 이미지 포맷: BMP, JPG, GIF, PNG, PSD, DDS, JXR, WebP, J2K, JP2, TGA, TIFF, PCX, PGM, PNM, PPM, BPG
- RAW 이미지 포맷: DNG, CR2, CRW, NEF, NRW, ORF, RW2, PEF, SR2, RAF
- 애니메이션 이미지 포맷: Animated GIF, Animated WebP, Animated BPG, Animated PNG
- 압축 해제 없이 볼 수 있는 압축 포맷: ZIP, RAR, 7Z, LZH, TAR, CBR, CBZ

## 같이 보기
- 피카사
- 알씨